# Martim Vaz
Martim Vaz (portugiesisch Ilhas de Martim Vaz, gelegentlich auch als Martin Vaz bezeichnet) ist eine unbewohnte brasilianische Inselgruppe vulkanischen Ursprungs im Atlantischen Ozean, etwa 1.200 Kilometer östlich von Vitória gelegen.

## Geographie
Die Inseln gehören zur Inselgruppe Trindade und Martim Vaz und liegen rund 47 km östlich der Hauptinsel Trindade. Mit einer Fläche von rund 37 Hektar stellen sie den deutlich kleineren Teil dieser Gruppe dar.
Zur Inselgruppe Martim Vaz zählen vier Inseln sowie zahlreiche kleine Felseilande, die sich steil aus dem Atlantik erheben und in der Ilha Martim Vaz eine Höhe von bis zu 175 m über dem Meer erreichen. Ein Anlanden mit Booten gilt als sehr schwierig.
Tabellarische Übersicht der Inseln:
| Insel                           | Fläche ha | Höhe m | Koordinaten                  | Lage                               |
| ------------------------------- | --------- | ------ | ---------------------------- | ---------------------------------- |
| Ilha do Norte                   | 2,84      | 75     | 20° 28′ 8″ S, 28° 51′ 19″ W  | 300 m NNW der Martim Vaz           |
| Rochedo Agulha                  | 0,38      | ...    | 20° 28′ 20″ S, 28° 51′ 19″ W | 120 m nordwestlich der Martim Vaz  |
| Ilha Martim Vaz (Ilha da Racha) | 30,8      | 175    | 20° 28′ 32″ S, 28° 51′ 3″ W  |                                    |
| Ilha do Sul 1                   | 3,34      | 122    | 20° 29′ 48″ S, 28° 50′ 56″ W | 1,6 km südlich der Ilha Martim Vaz |

## Geschichte
Die Inseln wurden 1512 vom portugiesischen Seefahrer João da Nova entdeckt und 1514 vom spanischen Seefahrer Juan de la Cosa gesichtet, der sie Santa Maria Esmeralda taufte. 1761 verloren zwei Seeleute des französischen Entdeckers Jean-François de La Pérouse beim Versuch die steilen Inseln zu erklimmen ihr Leben. 1951 nahm schließlich die brasilianische Marine die Inseln für Brasilien in Besitz und nannte sie fortan Martim Vaz. Beim Versuch die Inseln zu erreichen, um die brasilianische Flagge zu hissen, verunglückte das Schiff am Riff der Inseln, 12 Seeleute verloren dabei ihr Leben.